# A Kid Like Jake
A Kid Like Jake is een Amerikaanse film uit 2018, geregisseerd door Silas Howard, gebaseerd op het gelijknamig toneelstuk van Daniel Pearle die ook het filmscenario schreef.

## Verhaal
Alex en Greg Wheeler zijn de trotse ouders van een vierjarige zoon Jake. Jake is slim maar houdt meer van jurken, sprookjes en prinsessen. Om een plaats in een private kleuterschool te verkrijgen worden de ouders aangemoedigd om de unieke kwaliteiten van hun kind te benadrukken, in dit geval Jake’s gendervariant.

## Rolverdeling
| Acteur          | Personage    |
| --------------- | ------------ |
| Claire Danes    | Alex Wheeler |
| Jim Parsons     | Greg Wheeler |
| Octavia Spencer | Judy         |
| Priyanka Chopra | Amal         |
| Ann Dowd        | Catherine    |
| Amy Landecker   |              |

## Release
A Kid Like Jake ging op 23 januari 2018 in première op het Sundance Film Festival.